# Jeux mondiaux de surf
Les Jeux mondiaux de surf (World Surfing Games), anciennement Championnats du monde de surf  (World Surfing Championships) est une compétition de surf sous l'égide de l'Association internationale de surf.

## Histoire
La première édition se tient en 1964. La compétition est qualificative pour les Jeux olympiques depuis 2019.

## Médaillés

### Hommes

#### Open
| Année                           | Lieu                    | Or                         | Argent                      | Bronze                       |
| ------------------------------- | ----------------------- | -------------------------- | --------------------------- | ---------------------------- |
| ISF World Surfing Championships |                         |                            |                             |                              |
| 1964                            | Manly Beach (en)        | Midget Farrelly (en) (AUS) | Mike Doyle (USA)            | Joey Cabell (USA)            |
| 1966                            | San Diego               | Nat Young (AUS)            | Jock Sutherland (USA)       | Corky Carroll (en) (USA)     |
| 1968                            | Aguadilla               | Fred Hemmings (en) (USA)   | Midget Farrelly (en) (AUS)  | Mike Doyle (USA)             |
| 1970                            | Bells Beach             | Rolf Aurness (en) (USA)    | Midget Farrelly (en) (AUS)  | Peter Drouyn (AUS)           |
| 1972                            | San Diego               | Jimmy Blears (en) (USA)    | David Nuuhiwa (en) (USA)    | Peter Townend (AUS)          |
| ISA World Surfing Championships |                         |                            |                             |                              |
| 1980                            | Biarritz                | Mark Scott (AUS)           |                             |                              |
| 1982                            | Burleigh Heads (en)     | Tom Curren (USA)           | Robert Wolffe (AUS)         | Ross Marshall (AUS)          |
| 1984                            | Huntington Beach        | Scott Farmsworth (USA)     |                             |                              |
| 1986                            | Newquay                 | Jeff Booth (USA)           | Mark Sainsbury (AUS)        | Wilfred Sanford (REU)        |
| 1988                            | Aguadilla               | Fábio Gouveia (BRA)        | Darren Magee (AUS)          | Rodrigo Rezende (BRA)        |
| 1990                            | Chiba                   | Heifara Tahutini (PYF)     | Craig McMilllan (AUS)       | Hemerson Paiva (BRA)         |
| 1992                            | Lacanau                 | Grant Frost (AUS)          | Carl Roux (RSA)             | Brenden Margieson (en) (AUS) |
| 1994                            | Rio de Janeiro          | Sasha Stocker (AUS)        | Charles Cardoso (BRA)       | Shawn Sutton (USA)           |
| ISA World Surfing Games         |                         |                            |                             |                              |
| 1996                            | Huntington Beach        | Taylor Knox (USA)          | Victor Ribas (BRA)          | Todd Prestage (AUS)          |
| 1998                            | Lisbonne                | Mick Campbell (AUS)        | Peterson Rosa (BRA)         | Sasha Stocker (AUS)          |
| 2000                            | Praia de Maracaípe (pt) | Fábio Silva (BRA)          | Fred Robin (FRA)            | Dane Beevor (AUS)            |
| 2002                            | Durban                  | Travis Logie (RSA)         | Mark Bannister (AUS)        | Jihad Khodr (BRA)            |
| 2004                            | Salinas                 | Hira Teerinatoofa (PYF)    | Teco Padaratz (BRA)         | Mark Richardson (AUS)        |
| 2006                            | Huntington Beach        | Jordy Smith (RSA)          | Luke Stedman (AUS)          | Pat O'Connell (en) (USA)     |
| 2008                            | Caparica (en)           | C. J. Hobgood (USA)        | Heath Joske (AUS)           | Dayyan Neve (AUS)            |
| 2009                            | Playa Hermosa           | Jérémy Florès (FRA)        | Cory Lopez (USA)            | Gabriel Villarán (es) (PER)  |
| 2010                            | Punta Hermosa (en)      | Hira Teriinatoofa (PYF)    | Gabriel Villarán (es) (PER) | Alan Jones (BRA)             |
| 2011                            | Playa Venao             | Santiago Muñiz (es) (ARG)  | Mick Campbell (AUS)         | Thomas Woods (AUS)           |
| 2013                            | Santa Catalina          | Shaun Joubert (RSA)        | Jean Carlos González (PAN)  | Cristóbal de Col (PER)       |
| 2014                            | Punta Rocas (es)        | Leandro Usuna (ARG)        | Anthony Fillingim (CRC)     | Shane Holmes (AUS)           |
| 2015                            | Popoyo (en)             | Noe Mar McGonagle (CRC)    | Nicolau von Rupp (POR)      | Shane Holmes (AUS)           |
| 2016                            | Jacó                    | Leandro Usuna (ARG)        | Lucca Mesinas (en) (PER)    | Noe Mar McGonagle (CRC)      |
| 2017                            | Biarritz                | Jhony Corzo (MEX)          | Joan Duru (FRA)             | Pedro Henrique (BRA)         |
| 2018                            | Tahara                  | Santiago Muñiz (es) (ARG)  | Kanoa Igarashi (JPN)        | Lucca Mesinas (en) (PER)     |
| 2019                            | Miyazaki                | Ítalo Ferreira (BRA)       | Kolohe Andino (USA)         | Gabriel Medina (BRA)         |
| 2021                            | El Sunzal & La Bocana   | Joan Duru (FRA)            | Kanoa Igarashi (JPN)        | Jeremy Flores (FRA)          |
| 2022                            | Huntington Beach        | Kanoa Igarashi (JPN)       | Rio Waida (en) (INA)        | Jackson Baker (AUS)          |
| 2023                            | El Sunzal & La Bocana   | Alan Cleland (en) (MEX)    | Lucca Mesinas (en) (PER)    | Miguel Tudela (en) (PER)     |

#### Big Wave
| Année                           | Lieu | Or                 | Argent          | Bronze             |
| ------------------------------- | ---- | ------------------ | --------------- | ------------------ |
| ISF World Surfing Championships |      |                    |                 |                    |
| 1965                            | Lima | Felipe Pomar (PER) | Nat Young (AUS) | Paul Strauch (USA) |

#### Hotdogging
| Année                           | Lieu | Or                 | Argent             | Bronze                   |
| ------------------------------- | ---- | ------------------ | ------------------ | ------------------------ |
| ISF World Surfing Championships |      |                    |                    |                          |
| 1965                            | Lima | Paul Strauch (USA) | Steve Bigler (USA) | David Nuuhiwa (en) (USA) |

#### Small Wave
| Année                           | Lieu | Or                         | Argent | Bronze |
| ------------------------------- | ---- | -------------------------- | ------ | ------ |
| ISF World Surfing Championships |      |                            |        |        |
| 1965                            | Lima | Midget Farrelly (en) (AUS) |        |        |

#### Kneeboard
| Année                           | Lieu                    | Or                     | Argent                    | Bronze                |
| ------------------------------- | ----------------------- | ---------------------- | ------------------------- | --------------------- |
| ISA World Surfing Championships |                         |                        |                           |                       |
| 1982                            | Burleigh Heads (en)     | Michael Novakov (AUS)  | Neil Luke (AUS)           | Bill Sharpe (USA)     |
| 1984                            | Huntington Beach        | Michael Novakov (AUS)  |                           |                       |
| 1986                            | Newquay                 | Michael Novakov (AUS)  | Chris Condeicao (USA)     | Simon Farrer (AUS)    |
| 1988                            | Aguadilla               | Simon Farrer (AUS)     | Sergio Carvalho (BRA)     | Grey Gardner (NZL)    |
| 1990                            | Chiba                   | Simon Farrer (AUS)     | Marcelo Gardeazabal (BRA) | Timmy Tanaka (USA)    |
| 1992                            | Lacanau                 | Clinton Celliers (RSA) | Tim Malone (USA)          | William Grutter (BRA) |
| 1994                            | Rio de Janeiro          | Clinton Celliers (RSA) | Gaven Coleman (AUS)       | William Grutter (BRA) |
| 1996                            | Huntington Beach        | Clinton Celliers (RSA) | Craig Ashdown (AUS)       | David Shimbara (USA)  |
| 1998                            | Lisbonne                | Clinton Celliers (RSA) | Albert Muñoz (USA)        | Jamie McHugh (AUS)    |
| 2000                            | Praia de Maracaípe (pt) | Sérgio Peixe (BRA)     | Clinton Celliers (RSA)    | Albert Muñoz (USA)    |
| 2002                            | Durban                  | Kyle Bryant (AUS)      | Clinton Celliers (RSA)    | Albert Muñoz (USA)    |

#### Bodyboard
| Année                           | Lieu                    | Or                       | Argent                   | Bronze                   |
| ------------------------------- | ----------------------- | ------------------------ | ------------------------ | ------------------------ |
| ISA World Surfing Championships |                         |                          |                          |                          |
| 1988                            | Aguadilla               | Chris Cunninghan (USA)   | Kainoa Magee (USA)       | Evaris Merced (PUR)      |
| 1990                            | Chiba                   | Jackie Buder (USA)       | Fabio Aquino (BRA)       | Nicolas Capdeville (FRA) |
| 1992                            | Lacanau                 | Nicolas Capdeville (FRA) | Brian Wise (USA)         | Rodolfo Fiuze (BRA)      |
| 1994                            | Rio de Janeiro          | Jefferson Anute (BRA)    | Nicolas Capdeville (FRA) | Dave Ballard (AUS)       |
| ISA World Surfing Games         |                         |                          |                          |                          |
| 1996                            | Huntington Beach        | Guilherme Tâmega (BRA)   | Neil Stephenson (RSA)    | Steve McKenzie (AUS)     |
| 1998                            | Lisbonne                | Gonçalo Faria (POR)      | Michael Eppiestum (AUS)  | Alistair Taylor (RSA)    |
| 2000                            | Praia de Maracaípe (pt) | Guilherme Tâmega (BRA)   | Oswald Hare (PYF)        | Gonçalo Faria (POR)      |
| 2002                            | Durban                  | Nicolas Capdeville (FRA) | Emiliano Tabare (ARG)    | Phillip Rodrigues (RSA)  |
| 2004                            | Salinas                 | Andrew Lester (AUS)      | Yeray Martinez (ESP)     | Alvaro Padron (ESP)      |
| 2006                            | Huntington Beach        | Manuel Centeno (POR)     | Hugo Pinheiro (en) (POR) | Andrew Lester (AUS)      |
| 2008                            | Caparica (en)           | Marcus Lima (BRA)        | Manuel Centeno (POR)     | Hugo Pinheiro (en) (POR) |

#### Longboard
| Année                           | Lieu                    | Or                      | Argent                    | Bronze                      |
| ------------------------------- | ----------------------- | ----------------------- | ------------------------- | --------------------------- |
| ISA World Surfing Championships |                         |                         |                           |                             |
| 1988                            | Aguadilla               | Andrew McKinnon (AUS)   | Rico de Souza (pt) (BRA)  | Bill Curry (USA)            |
| 1990                            | Chiba                   | Wayne Deane (AUS)       | Bill McMillen (USA)       | Phill Griffin (NZL)         |
| 1992                            | Lacanau                 | Teva Noble (PYF)        | Ray Gleave (AUS)          | Alexis Gazzo (FRA)          |
| 1994                            | Rio de Janeiro          | Michel Demont (PYF)     | Lynden Kennings (NZL)     | Bill Curry (USA)            |
| ISA World Surfing Games         |                         |                         |                           |                             |
| 1996                            | Huntington Beach        | Geoff Moysa (USA)       | Jason Blewitt (AUS)       | Marcelo Freitas (BRA)       |
| 1998                            | Lisbonne                | Alexandre Salazar (BRA) | Jason Blewitt (AUS)       | Alan Burke (BAR)            |
| 2000                            | Praia de Maracaípe (pt) | Marcelo Freitas (BRA)   | Noah Shimabukuro (USA)    | David Simmons (AUS)         |
| 2002                            | Durban                  | Marcelo Freitas (BRA)   | Kekoa Auwae (USA)         | Jason Ribbink (RSA)         |
| 2004                            | Salinas                 | Marcelo Freitas (BRA)   | Jason Ribbink (RSA)       | Josh Constable (en) (AUS)   |
| 2006                            | Huntington Beach        | Matthew Moir (RSA)      | Benjamin Skinner (GBR)    | Harley Ingleby (en) (AUS)   |
| 2008                            | Caparica (en)           | Matthew Moir (RSA)      | Harley Ingleby (en) (AUS) | Taylor Jensen (en) (USA)    |
| 2009                            | Playa Hermosa           | Antoine Delpero (FRA)   | Harley Ingleby (en) (AUS) | Ben Skinner (GBR)           |
| 2010                            | Punta Hermosa (en)      | Rodrigo Sphyer (BRA)    | Josh Constable (en) (AUS) | Harley Ingleby (en) (AUS)   |
| 2011                            | Playa Venao             | Toni Silvagni (USA)     | Harley Ingleby (en) (AUS) | Piccolo Clemente (es) (PER) |

### Femmes

#### Open
| Année                           | Lieu                    | Or                           | Argent                       | Bronze                       |
| ------------------------------- | ----------------------- | ---------------------------- | ---------------------------- | ---------------------------- |
| ISF World Surfing Championships |                         |                              |                              |                              |
| 1964                            | Manly Beach (en)        | Phyllis O'Donnell (en) (AUS) | Linda Benson (USA)           | Heather Nicholson (AUS)      |
| 1965                            | Lima                    | Joyce Hoffman (USA)          | Nancy Nelson (USA)           | Candy Calhoun (USA)          |
| 1966                            | San Diego               | Joyce Hoffman (USA)          | Joey Hamasaki (USA)          | Mimi Munro (USA)             |
| 1968                            | Aguadilla               | Margo Godfrey (USA)          |                              |                              |
| 1970                            | Bells Beach             | Sharron Weber (en) (USA)     | Margo Godfrey (USA)          | Joyce Hoffman (USA)          |
| 1972                            | San Diego               | Sharron Weber (en) (USA)     |                              |                              |
| ISA World Surfing Championships |                         |                              |                              |                              |
| 1980                            | Biarritz                | Alisa Schwarztein (USA)      |                              |                              |
| 1982                            | Burleigh Heads (en)     | Jenny Gill (AUS)             | Toni Sawer (AUS)             | Alisa Schwarztein (USA)      |
| 1984                            | Huntington Beach        | Janice Aragon (AUS)          |                              |                              |
| 1986                            | Newquay                 | Lisa Andersen (USA)          | Connie Nixon (AUS)           | Anne-Gaëlle Hoarau (REU)     |
| 1988                            | Aguadilla               | Pauline Menczer (AUS)        | Kim Briones (USA)            | Rochell Gordines (USA)       |
| 1990                            | Chiba                   | Kathy Newman (AUS)           | Anne-Gaëlle Hoarau (REU)     | Hayley Tasker (AUS)          |
| 1992                            | Lacanau                 | Lynn Mackenzie (AUS)         | Anne-Gaëlle Hoarau (FRA)     | Sandy Dryden (AUS)           |
| 1994                            | Rio de Janeiro          | Alessandra Vieira (BRA)      | Keala Kennelly (USA)         | Tita Tavares (pt) (BRA)      |
| ISA World Surfing Games         |                         |                              |                              |                              |
| 1996                            | Huntington Beach        | Neridah Falconer (AUS)       | Tita Tavares (pt) (BRA)      | Jacqueline Silva (BRA)       |
| 1998                            | Lisbonne                | Alcione Silva (BRA)          | Melanie Bartels (USA)        | Yvonne Rogencamp (AUS)       |
| 2000                            | Praia de Maracaípe (pt) | Tita Tavares (pt) (BRA)      | Melanie Bartels (USA)        | Sofía Mulánovich (PER)       |
| 2002                            | Durban                  | Chelsea Georgeson (AUS)      | Pru Jeffries (AUS)           | Heather Clark (RSA)          |
| 2004                            | Salinas                 | Sofía Mulánovich (PER)       | Julia Christian (USA)        | Andréa Lopes (pt) (BRA)      |
| 2006                            | Huntington Beach        | Julia Christian (USA)        | Jacqueline Silva (BRA)       | Rosanne Hodge (RSA)          |
| 2008                            | Caparica (en)           | Sally Fitzgibbons (AUS)      | Marie Dejean (FRA)           | Camila Cassia (BRA)          |
| 2009                            | Playa Hermosa           | Courtney Conlogue (USA)      | Rosanne Hodge (RSA)          | Sage Erickson (USA)          |
| 2010                            | Punta Hermosa (en)      | Chelsea Hedges (AUS)         | Paige Hareb (NZL)            | Sofía Mulánovich (PER)       |
| 2011                            | Playa Venao             | Cannelle Bulard (FRA)        | Sofía Mulánovich (PER)       | Jessi Miley-Dyer (AUS)       |
| 2013                            | Santa Catalina          | Dimity Stoyle (AUS)          | Codie Klein (AUS)            | Sueren Naraisa (BRA)         |
| 2014                            | Punta Rocas (es)        | Analí Gómez (PER)            | Mimi Barona (en) (ECU)       | Philippa Anderson (AUS)      |
| 2015                            | Popoyo (en)             | Tia Blanco (en) (USA)        | Leilani McGonagle (en) (CRC) | Ella Williams (en) (NZL)     |
| 2016                            | Jacó                    | Tia Blanco (en) (USA)        | Mimi Barona (en) (ECU)       | Pauline Ado (FRA)            |
| 2017                            | Biarritz                | Pauline Ado (FRA)            | Johanne Defay (FRA)          | Leilani McGonagle (en) (CRC) |
| 2018                            | Tahara                  | Sally Fitzgibbons (AUS)      | Paige Hareb (NZL)            | Bianca Buitendag (RSA)       |
| 2019                            | Miyazaki                | Sofía Mulánovich (PER)       | Silvana Lima (BRA)           | Bianca Buitendag (RSA)       |
| 2021                            | El Sunzal & La Bocana   | Sally Fitzgibbons (AUS)      | Yolanda Sequeira (pt) (POR)  | Teresa Bonvalot (en) (POR)   |
| 2022                            | Huntington Beach        | Kirra Pinkerton (USA)        | Pauline Ado (FRA)            | Sally Fitzgibbons (AUS)      |
| 2023                            | El Sunzal & La Bocana   | Tatiana Weston-Webb (BRA)    | Erin Brooks (CAN)            | Johanne Defay (FRA)          |

#### Bodyboard
| Année                   | Lieu                    | Or                          | Argent                      | Bronze                      |
| ----------------------- | ----------------------- | --------------------------- | --------------------------- | --------------------------- |
| ISA World Surfing Games |                         |                             |                             |                             |
| 1996                    | Huntington Beach        | Daniela Freitas (es) (BRA)  | Dora Gomes (POR)            | Mady Slater (USA)           |
| 1998                    | Lisbonne                | Dora Gomes (POR)            | Mariana Nogueira (pt) (BRA) | Vicky Gleason (AUS)         |
| 2000                    | Praia de Maracaípe (pt) | Karla Costa (BRA)           | Chasity Baltazar (USA)      | Eunate Aguirre (eu) (ESP)   |
| 2002                    | Durban                  | Neymara Carvalho (pt) (BRA) | Héloïse Bourroux (FRA)      | Chiaky Okuyama (JPN)        |
| 2004                    | Salinas                 | Kira Llewellin (AUS)        | Neymara Carvalho (pt) (BRA) | Marina Taylor (ESP)         |
| 2006                    | Huntington Beach        | Kira Llewellin (AUS)        | Neymara Carvalho (pt) (BRA) | Natasha Sagardia (en) (PUR) |
| 2008                    | Caparica (en)           | Natasha Sagardia (en) (PUR) | Héloïse Bourroux (FRA)      | Rita Pires (POR)            |

### Par équipes
| Année                           | Lieu                    | Or             | Argent     | Bronze          |
| ------------------------------- | ----------------------- | -------------- | ---------- | --------------- |
| ISA World Surfing Championships |                         |                |            |                 |
| 1978                            | Nahoon Reef             | Afrique du Sud | États-Unis | Grande-Bretagne |
| 1980                            | Biarritz                | États-Unis     |            |                 |
| 1984                            | Huntington Beach        | États-Unis     |            |                 |
| 1986                            | Newquay                 | États-Unis     | Australie  | Hawaï           |
| 1988                            | Aguadilla               | Australie      | États-Unis | Brésil          |
| 1990                            | Chiba                   | Australie      | États-Unis | Brésil          |
| 1992                            | Lacanau                 | Australie      | États-Unis | Brésil          |
| 1994                            | Rio de Janeiro          | Australie      | Brésil     | Hawaï           |
| ISA World Surfing Games         |                         |                |            |                 |
| 1996                            | Huntington Beach        | États-Unis     | Brésil     | Australie       |
| 1998                            | Lisbonne                | États-Unis     | Brésil     | Afrique du Sud  |
| 2000                            | Praia de Maracaípe (pt) | Brésil         | Hawaï      | Australie       |
| 2002                            | Durban                  | Afrique du Sud | Australie  | Brésil          |
| 2004                            | Salinas                 | Australie      | Brésil     | Afrique du Sud  |
| 2006                            | Huntington Beach        | Australie      | Brésil     | États-Unis      |
| 2008                            | Caparica (en)           | Australie      | États-Unis | Brésil          |
| 2009                            | Playa Hermosa           | États-Unis     | France     | Australie       |
| 2010                            | Punta Hermosa (en)      | Pérou          | Australie  | Afrique du Sud  |
| 2011                            | Playa Venao             | Australie      | Brésil     | France          |
| 2013                            | Santa Catalina          | Afrique du Sud | Australie  | Pérou           |
| 2014                            | Punta Rocas (es)        | Pérou          | Australie  | Argentine       |
| 2015                            | Popoyo (en)             | Costa Rica     | Portugal   | États-Unis      |
| 2016                            | Jacó                    | Pérou          | Portugal   | États-Unis      |
| 2017                            | Biarritz                | France         | Portugal   | Espagne         |
| 2018                            | Tahara                  | Japon          | Australie  | États-Unis      |
| 2019                            | Miyazaki                | Brésil         | États-Unis | Japon           |
| 2021                            | El Sunzal & La Bocana   | France         | Japon      | Portugal        |
| 2022                            | Huntington Beach        | États-Unis     | Australie  | France          |
| 2023                            | El Sunzal & La Bocana   | Pérou          | France     | Brésil          |

### ISA Aloha Cup
L'Aloha Cup, épreuve des Jeux mondiaux, est une épreuve par équipe de cinq où chaque surfeur score deux vagues avant de retourner sur la plage et passer le relais à son coéquipier, en 45 minutes.
| Année                   | Lieu             | Or         | Argent         | Bronze     |
| ----------------------- | ---------------- | ---------- | -------------- | ---------- |
| ISA World Surfing Games |                  |            |                |            |
| 2014                    | Punta Rocas (es) | Pérou      | Afrique du Sud | Argentine  |
| 2015                    | Popoyo (en)      | Costa Rica | Australie      | Argentine  |
| 2016                    | Jacó             | États-Unis | Argentine      | Costa Rica |
| 2017                    | Biarritz         | France     | Portugal       | Pérou      |
| 2018                    | Tahara           | Espagne    | Japon          | Costa Rica |
| 2019                    | Miyazaki         | Australie  | Afrique du Sud | États-Unis |
| 2022                    | Huntington Beach | France     | États-Unis     | Argentine  |

### Relais paddle
| Année                           | Lieu | Or         | Argent    | Bronze |
| ------------------------------- | ---- | ---------- | --------- | ------ |
| ISF World Surfing Championships |      |            |           |        |
| 1965                            | Lima | États-Unis | Australie | Pérou  |